# Тиркелл, Анджела
Анджела Маргарет Тиркелл (англ. Angela Thirkell; 30 января 1890, Лондон — 29 января 1961) — английская и австралийская писательница. Под псевдонимом Лесли Паркер опубликовала один роман — «Солдат Южного креста» .

## Биография
Анджела Маргарет Маккейл родилась в семье Джона Уильяма Маккейла (1859—1945), шотландского учёного-классика и государственного служащего с острова Бьют, который занимал должность Оксфордского профессора поэзии с 1906 по 1911 год. Её мать, Маргарет Бёрн-Джонс, была дочерью художника-прерафаэлита Эдварда Бёрн-Джонса, и через неё Тиркелл приходилась двоюродной сестрой Редьярду Киплингу и Стэнли Болдуину. Её брат, Денис Маккейл (1892—1971), также был писателем, и у них была младшая сестра Клэр. Братья и сестры Маккейл в юности из первых рук познакомились со сказками Мэри Де Морган.
Анджела Маккейл получила образование в Лондоне в Фребел-колледж Клода Монтефиоре, затем в St Paul’s Girls' School в Хаммерсмите и в Париже в высшей школе для юных леди.

### Браки и дети
Вскоре после своего возвращения из Парижа Анджела Маккейл познакомилась с Джеймсом Кэмпбеллом Макиннесом (1874—1945), профессиональным певцом, и вышла за него замуж в 1911 году. Их первый сын родился в январе 1912 года и был назван Грэмом в честь бывшего любовника Макиннеса, Грэма Пила. Он стал дипломатом и писателем. Их вторым сыном был писатель Колин Макиннес. Третий ребенок, Мэри, родилась и умерла в 1917 году, а затем Анджела развелась со своим мужем из-за супружеской измены, что вызвало широкую огласку.

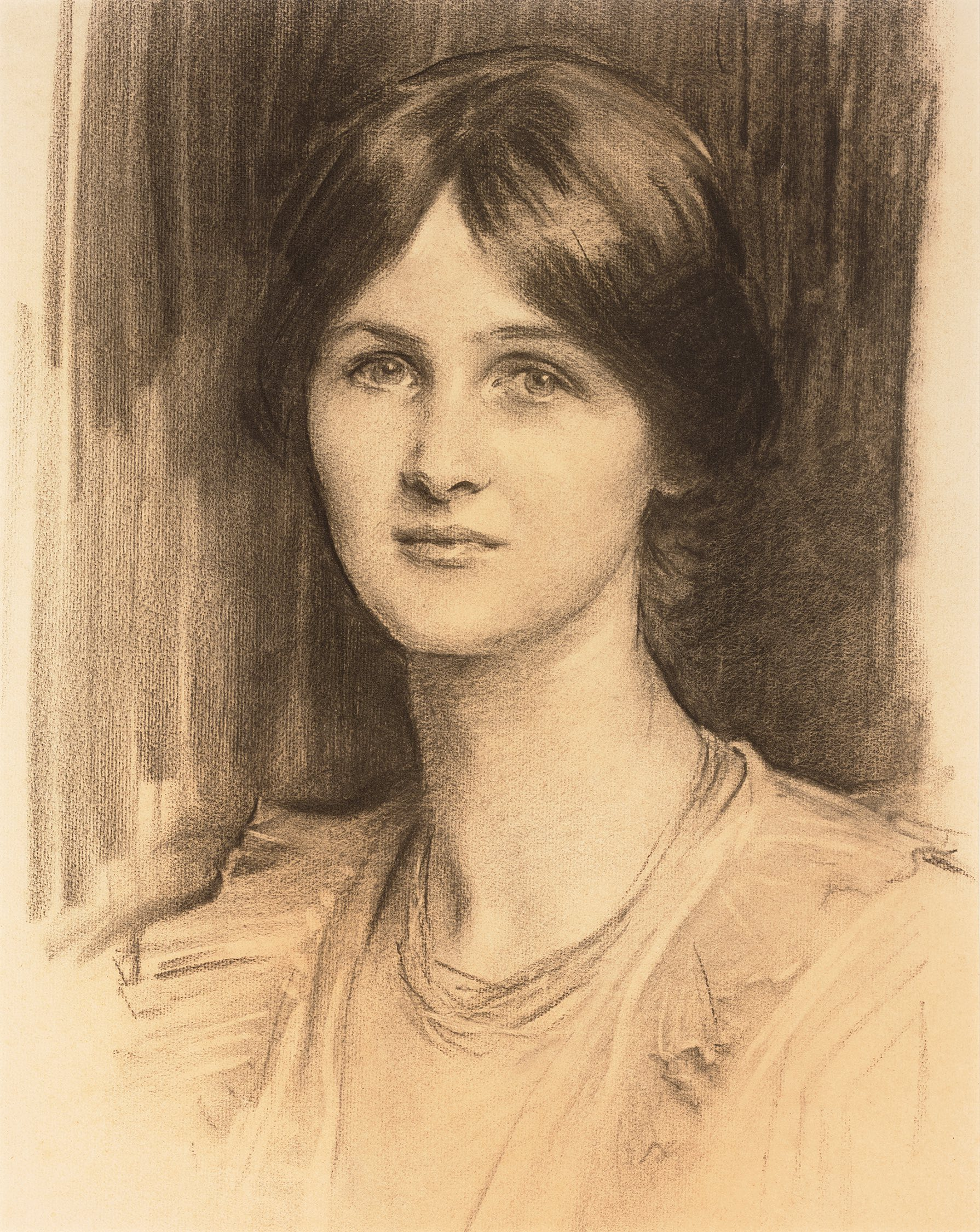
Д. Сарджент. Портрет Анджелы Макиннес

В декабре 1918 года Анджела вышла замуж за Джорджа Ланселота Оллната Тиркелла (1890-ок. 1940), инженера, родом из Тасмании, и в 1920 году они вместе с ее сыновьями отплыли в Австралию. Однако Тиркеллы вели в Мельбурне «жизнь среднего класса», которая для Анджелы была незнакомой и отталкивающей. Там родился их сын Ланселот Джордж Тиркелл, впоследствии главный бухгалтер Би-би-си, но в ноябре 1929 года Анджела без предупреждения ушла от мужа, вернувшись в Англию под предлогом отпуска, но на самом деле навсегда покинув Австралию.
Не имея денег, она выпросила билет до Лондона у своего крёстного отца Дж. М. Барри и потратила сумму, предназначенную для обратного билета, на два одноместных перелёта — для себя и своего младшего сына. Она утверждала, что ее родители стареют и нуждаются в ней, но она, безусловно, также предпочитала более комфортную жизнь, вместе с ними в Лондоне. Вскоре и второй её сын, Колин, последовал за ней в Англию, но Грэм остался в Мельбурне.
После этого её «отношение к любому мужчине, который ей приглянулся, было подытожено замечанием: „Без мужей очень спокойно“», которое процитировала газета Observer в своей колонке «Высказывания недели».

### Карьера писателя
Тиркелл начала писать ещё проживая в Австралии, главным образом из-за нужды в деньгах. Её статья появилась в журнале «Корнхилл» в ноябре 1921 года и стала первой из многих статей и рассказов, включая работу для австралийского радио. По возвращении в Англию в 1929 году занялась журналистикой, писала рассказы для детей, а затем и романы. Писательский успех начался со второго романа «Высокий подъем» (1933). Действие большинства её романов происходит в Барсетшире, вымышленном английском графстве, созданном Энтони Троллопом и описанном в шести его романах, известных как «Хроники Барсетшира». Тиркелл свободно заимствовала малоизвестные названия, например из романа «The Country House» Джона Голсуорси, из которого она взяла название «Уорстед», которое использовала для названия деревни в своём романе «Августовская глупость» (1936). Она часто цитировала, без указания авторства, романы Чарльза Диккенса, Уильяма Теккерея и Элизабет Гаскелл. Каждый год Тиркелл публиковала новый роман, о котором она упоминала в переписке со своим редактором Джейми Гамильтоном из Hamish Hamilton. Она приходила в ужас при мысли о том, что её круг хорошо образованных друзей и представителей высшего среднего класса может читать её художественную литературу: она ожидала, что они, как и она сама, предпочтут Гиббона, Остин, Диккенса и Пруста.
Её романы 1930-х годов, в частности, отличались изобилием сатиры, как, например, «Башни Помфрета», в которых рассказывается о деревенских обычаях, аристократическом безумии и устремлениях среднего класса. «Три дома» (1931) — короткие детские мемуары, которые одновременно демонстрируют не по годам сформированный стиль Тиркелл, её меланхолию на протяжении всей жизни, преклонение перед своим дедом Эдвардом Бёрн-Джонсом. Книга «Солдат Южного креста» (1934; переиздан в 1939 году под названием «Что случилось на лодке») «посвящена переживаниям ряда английских и австралийских пассажиров на борту военного корабля „Рудольштадт“, возвращавшихся в Австралию сразу после Первой мировой войны. Книга интересна тем, что в ней изображен австралийский „диггер“; его антиавторитаризм, ларрикинизм и, в то же время, его преданность тем, кого он уважает».
В 1940-е годы её творчество было окрашено военными событиями. Внутренний фронт особенно ярко представлен в романе «Cheerfulness Breaks In» (1940), где показано, как женщины провожают своих близких на фронт, и в романе «Northbridge Rectory», где показано, как домохозяйки справляются со сложностями военного времени. Эти книги, в том числе «Марлинг Холл», «Взросление» и «Директриса», дают яркое представление об отношении, борьбе и покорной жизнерадостности британских женщин во время войны. Даже в книге «Мисс Бантинг», посвященной не только военным действиям, затрагиваются изменения в обществе, вызванные войной: главная героиня, гувернантка, достигает среднего возраста и задается вопросом, как прожить свою жизнь и куда её могут привести амбиции в условиях перевернувшегося мира. Эти книги представляют собой капсулу времени той эпохи.
Более поздние книги 1950-х годов стали более романтичными и менее современными. Среди них, в частности, «Старый банковский дом» показывает Тиркелл, озабоченную ростом торгового класса, её предубеждения очевидны, но уступают место неохотному уважению к трудолюбию и добросердечной щедрости. Более поздние книги — это романы попроще. Роман «Дочь герцога» более непосредственно, чем некоторые другие, связан с потомками барсетширских персонажей Троллопа. Её последняя книга, «Три десятка и десять», осталась незаконченной из-за её смерти, но позже была дописана Кэролайн Лежен. Тиркелл обладала острым социальным чутьем и живым вниманием к характерным деталям повседневной жизни. Многие из ее книг продолжают издаваться до сих пор.

## Избранные произведения

### «Хроники Барсетшира»
- High Rising (1933)

- Wild Strawberries (1934)
- The Demon in the House (1934)

### Отдельные произведения
- Ankle Deep (1931)
- Three Houses (1931)[11][12]
- Trooper to the Southern Cross (1934; переиздан под названием What Happened on the Boat)
- O These Men, These Men! (1935)